# Le Théâtre de la jeunesse
Le Théâtre de la jeunesse est une émission de télévision culturelle française de Claude Santelli diffusée sur RTF Télévision puis sur la première chaîne de l'ORTF du 20 octobre 1960 au 1er janvier 1969 et qui présentait des dramatiques inspirées d'œuvres classiques de la littérature, à destination première des adolescents mais d'une telle qualité qu'ils étaient plébiscités par les adultes également.

## Quelques titres
- 1960 : Le Prince et le Pauvre de Mark Twain, réalisation Marcel Cravenne, première diffusion : 20/10/1960
- 1960 : Lazarillo d'après La Vie de Lazarillo de Tormes, adaptation Jean-Louis Roncoroni, réalisation Claude Loursais, première diffusion : 22/12/1960
- 1961 : Gaspard ou le Petit Tambour de la neige de Claude Santelli, réalisation Jean-Pierre Marchand, première diffusion : 01/01/1961
- 1961 : Cosette d'après Les Misérables de Victor Hugo, adaptation Albert Simonin, réalisation en 2 parties Alain Boudet, première diffusion : 19/01/1961 et 26/01/1961
- 1961 : Le Capitaine Fracasse d'après Le Capitaine Fracasse de Théophile Gautier, adaptation Jean Cosmos, réalisation en 2 parties François Chatel, première diffusion : 23/03/1961 et 30/03/1961
- 1961 : Don Quichotte d'après Don Quichotte de Miguel de Cervantes, adaptation Yves Jamiaque, réalisation en 2 parties Marcel Cravenne, première diffusion : 20/04/1961 et 27/04/1961
- 1961 : Doubrovsky d'après Doubrovsky d'Alexandre Pouchkine, adaptation Jean-Louis Roncoroni, réalisation en 2 parties Alain Boudet, première diffusion : 22/10/1961 et 29/10/1961. Il en fut tiré un livre, illustré de photos n&b du téléfilm et des dialogues, aux Editions Les yeux ouverts.
- 1961 : Un bon petit diable d'après la Comtesse de Ségur, adaptation Michel Subiela, réalisation en deux parties Jean-Paul Carrère, première diffusion : 25/12/1961 et 01/01/1962[1].
- 1962 : Gargantua d'après Gargantua de Rabelais, adaptation Yves Jamiaque, réalisation Pierre Badel, première diffusion : 04/02/1962
- 1962 : Gavroche d'après Les Misérables de Victor Hugo, réalisation Alain Boudet, première diffusion : 04/03/1962
- 1962 :  Un pari de milliardaire d'après Mark Twain, adaptation Albert Husson, réalisation Marcel Cravenne, première diffusion : 01/04/1962
- 1962 : Oliver Twist d'après Oliver Twist de Charles Dickens, réalisation en 2 parties Jean-Paul Carrère, première diffusion : 06/05/1962 et 13/05/1962
- 1962 : La Fille du Capitaine d'après La Fille du capitaine d'Alexandre Pouchkine, adaptation Jean-Louis Roncoroni, réalisation en 2 parties Alain Boudet, première diffusion : 21/10/1962 et 28/10/1962
- 1962 : Le Fantôme de Canterville d'après Le Fantôme de Canterville d'Oscar Wilde, adaptation Albert Husson, réalisation Marcel Cravenne, première diffusion : 25/11/1962
- 1962 : L'Auberge de l'Ange gardien d'après L'Auberge de l'Ange gardien de la Comtesse de Ségur, adaptation Michel Subiela, réalisation en 2 parties Marcel Cravenne, première diffusion : 25/12/1962 et 01/01/1963
- 1963 : Mon oncle Benjamin d'après Mon oncle Benjamin de Claude Tillier, réalisation René Lucot, première diffusion : 24/02/1963
- 1963 : L'Île mystérieuse d'après L'Île mystérieuse de Jules Verne, réalisation en 2 parties Pierre Badel, premier épisode : Les Naufragés de l'air, première diffusion : 28/04/1963 ; second épisode : Le Secret de l'île, première diffusion : 05/05/1963
- 1963 : Jean Valjean d'après Les Misérables de Victor Hugo, réalisation Alain Boudet, première diffusion : 01/06/1963
- 1963 : La Case de l'oncle Tom d'après La Case de l'oncle Tom de Harriet Beecher Stowe, réalisation Jean-Christophe Averty, première diffusion : 26/10/1963
- 1963 : La Surprenante Invention du Professeur Delalune d'Albert Husson, réalisation Marcel Cravenne, première diffusion : 30/11/1963
- 1963 : La Petite Fadette d'après La Petite Fadette de George Sand, adaptation Michel Subiela, réalisation Jean-Paul Carrère, première diffusion : 24/12/1963
- 1963 : Le Général Dourakine d'après Le Général Dourakine de la Comtesse de Ségur, adaptation Michel Subiela, réalisation en 2 parties Yves-André Hubert, première diffusion : 25/12/1963 (première partie) et 01/01/1964 (seconde partie)
- 1964 : Les Aventures de David Balfour de Robert Louis Stevenson, adaptation Jean-Louis Roncoroni, réalisation Alain Boudet, première diffusion : 25/01/1964
- 1964 : Le Magasin d'antiquités d'après Le Magasin d'antiquités de Charles Dickens, réalisation René Lucot, première diffusion : 18/04/1964
- 1964 : Le Matelot de nulle part d'après Herman Melville, réalisation Marcel Cravenne, première diffusion : 30/05/1964
- 1964 : Méliès, magicien de Montreuil-sous-Bois de Claude Veillot, réalisation Jean-Christophe Averty, première diffusion : 03/10/1964
- 1964 : Les Indes noires d'après Les Indes noires de Jules Verne, réalisation Marcel Bluwal
- 1964 : La Sœur de Gribouille d'après La Sœur de Gribouille de la Comtesse de Ségur, adaptation Michel Subiela, réalisation Yves-André Hubert, première diffusion : 25/12/1964
- 1965 : David Copperfield d'après David Copperfield de Charles Dickens, réalisation Marcel Cravenne, première diffusion : 01/01/1965
- 1965 : Tarass Boulba d'après Tarass Boulba de Nicolas Gogol, adaptation Jean-Louis Roncoroni, réalisation Alain Boudet, première diffusion : 10/04/1965
- 1965 : Sans-souci ou Le Chef-d'œuvre de Vaucanson d'Albert Husson, réalisation Jean-Pierre Decourt, première diffusion : 22/05/1965
- 1965 : Ésope d'Yves Jamiaque, réalisation Éric Le Hung, première diffusion : 19/06/1965
- 1965 : Marie Curie de Claude Santelli, réalisation Pierre Badel, première diffusion : 28/08/1965
- 1965 : Sans famille d'après Sans famille d'Hector Malot, adaptation Jean-Louis Roncoroni, réalisation Yannick Andréi, première diffusion : 25/12/1965 (première partie) et 01/01/1966 (seconde partie)
- 1966 : La Clef des cœurs, adaptation Michel Subiela, réalisation Yves-André Hubert, première diffusion : 19/02/1966
- 1966 : L'homme qui a perdu son ombre d'après le conte Peter Schlemihl d'Adalbert de Chamisso, adaptation Albert Husson, réalisation Marcel Cravenne, première diffusion : 16/07/1966
- 1966 : La Belle Nivernaise d'après le roman d'Alphonse Daudet, adaptation Michèle Angot, réalisation Yves-André Hubert, première diffusion : 19/11/1966
- 1966 : Les Deux Nigauds d'après Les Deux Nigauds de la Comtesse de Ségur, adaptation Michel Subiela, réalisation René Lucot, première diffusion : 25/12/1966
- 1967 : Le Secret de Wilhelm Storitz de Jules Verne, d'Éric Le Hung avec Jean-Claude Drouot, Pascale Audret et Michel Vitold, première diffusion : 28/10/1967
- 1968 : Ambroise Paré - première partie : Les Défaites d'Yves Jamiaque, réalisation Éric Le Hung, première diffusion : 13/04/1968
- 1968 : Ambroise Paré - seconde partie : Les Victoires d'Yves Jamiaque, réalisation Jacques Trébouta, première diffusion : 16/04/1968
- 1968 : Les Mésaventures de Jean-Paul Choppart d'après Louis Desnoyers, adaptation Michel Subiela, réalisation en 2 parties Yves-André Hubert, première diffusion : 25/12/1968 (première partie) et 01/01/1969 (seconde partie)

## Rééditions DVD
Une dizaine de titres du Théâtre de la jeunesse ont été édités en DVD par la société Koba Films Video, sans les présentations données à l'époque par Claude Santelli :
- L'Auberge de l'ange Gardien
- Le Capitaine Fracasse
- Cosette
- Jean Valjean
- Gavroche
- Les deux Nigauds
- Le Général Dourakine
- Oliver Twist
- Le Fantôme de Canterville
- L'Île mystérieuse